# Arthur (Iowa)
Arthur es una ciudad situada en el condado de Ida, en el estado de Iowa, Estados Unidos. Según el censo de 2000 tenía una población de 245 habitantes.

## Geografía
Según la Oficina del Censo de los Estados Unidos, la localidad tiene un área total de 0,40 km², la totalidad de los cuales corresponden a tierra firme.

## Demografía
Según el censo de 2000, había 245 personas, 112 hogares y 62 familias residiendo en la localidad. La densidad de población era de 617,79 hab./km². Había 117 viviendas con una densidad media de 301,2 viviendas/km². El 100,0% de los habitantes eran blancos. 
Según el censo, de los 112 hogares, en el 27,7% había menores de 18 años, el 49,1% pertenecía a parejas casadas, el 3,6% tenía a una mujer como cabeza de familia, y el 44,6% no eran familias. El 42,9% de los hogares estaba compuesto por un único individuo, y el 29,5% pertenecía a alguien mayor de 65 años viviendo solo. El tamaño promedio de los hogares era de 2,19 personas, y el de las familias de 3,08.
La población estaba distribuida en un 26,5% de habitantes menores de 18 años, un 7,3% entre 18 y 24 años, un 24,5% de 25 a 44, un 17,6% de 45 a 64, y un 24,1% de 65 años o mayores. La media de edad era 41 años. Por cada 100 mujeres había 81,5 hombres. Por cada 100 mujeres de 18 años o más, había 81,8 hombres.
Los ingresos medios por hogar en la localidad eran de 25.833 dólares ($), y los ingresos medios por familia eran 36.250 $. Los hombres tenían unos ingresos medios de 28.750 $ frente a los 17.500 $ para las mujeres. La renta per cápita para la ciudad era de 14.007 $. El 8,0% de la población y el 4,7% de las familias estaban por debajo del umbral de pobreza. El 6,7% de los menores de 18 años y el 10,2% de los habitantes de 65 años o más vivían por debajo del umbral de pobreza.